# 미나미히노촌
미나미히노촌(南日野村)은 후쿠이현 난조군에 있던 촌이다. 합병이후 미나미에치젠정의 북쪽 끝, 호쿠리쿠 본선・난조역의 주변, 대체로 히노강 좌안에 해당한다.

## 역사
- 1889년 4월 1일 - 정촌제 시행에 의해 난조군 미나미히노촌이 성립하였다.
- 1954년 1월 1일 - 미나미히노촌, 미나미소마야마촌과 합병해 난조촌이 성립하였다.

## 교통

### 철도
- 일본국유철도
  - 호쿠리쿠 본선

### 도로
- 호쿠리쿠도 (현 국도 제365호선)

## 참고문헌
- 角川日本地名大辞典 18 福井県